# Mike Bingham
Mike Bingham (4 de junio de 1958 - 28 de junio de 2023) fue un biólogo inglés. En la década de 1990, denunció la disminución del 84 % de la población de pingüinos en las islas Malvinas. Determinó que las causas eran la sobrepesca y los derrames de petróleo producto de las tareas de prospección geológicas. La administración colonial de las islas, inició una campaña de persecución contra Bingham, que fue condenado por la justicia británica. Finalmente Mike Bingham debió abandonar las islas y se refugió en Argentina.

## En Malvinas
En 1993 Mike Bingham llegó a las islas Malvinas contratado por la organización no gubernamental Falklands Conservation. Su trabajo consistía en estudiar las poblaciones de pingüinos del archipiélago.
En 1997 publicó los primeros resultados. Sus conclusiones mostraban un alarmante descenso en las poblaciones de pingüinos, que en algunos casos llegaba al 90 %. Por el contrario, las poblaciones de pingüinos en la Argentina continental y en Chile mostraban un crecimiento sostenido. En las playas, los pingüinos estaban tan debilitados por el hambre, que no podían caminar. Bingham concluyó que el daño producido a las poblaciones de pingüinos en las islas era consecuencia de la sobrepesca.
Entre 1980 y 1990 la población de pingüinos en las islas Malvinas se redujo en un 84 %. Desde 1995 la población de pingüino de penacho amarillo y pingüino juanito se estabilizó, pero en un nivel mucho más reducido que el alcanzado antes del establecimiento de las zonas de pesca.
La pesca a gran escala dejaba sin alimento a los pingüinos. En 2002 los niveles de calamar disminuyeron drásticamente, pero la pesca no se detuvo. Ante esa situación, quedaba poco calamar disponible para los pingüinos. Bingham comparó la situación con Chile, donde el gobierno estableció una reserva natural en la isla Magdalena. Allá sobrevive un promedio de 1,4 crías por nido, mientras que en Malvinas solo sobreviven 0,5 por nido. La exploración petrolera suponía otra amenaza; varios derrames de petróleo mataron cientos de pingüinos.

## La persecución
Los datos publicados por Bingham suponían un riesgo para los negocios de la colonia, en especial la pesca y la explotación petrolera. La ONG ambiental Falklands Conservation rechazó los informes de Bingham que alertaban del daño al medio ambiente. En 1997 le anunciaron que no le renovarían el contrato.
Mike Bingham decidió permanecer en Malvinas; consiguió empleo en una estación de servicio y prosiguió con sus investigaciones en su tiempo libre. A partir de ese momento Bingham fue objeto de acoso y persecución por parte de las autoridades coloniales.

### Armas y violación de correspondencia

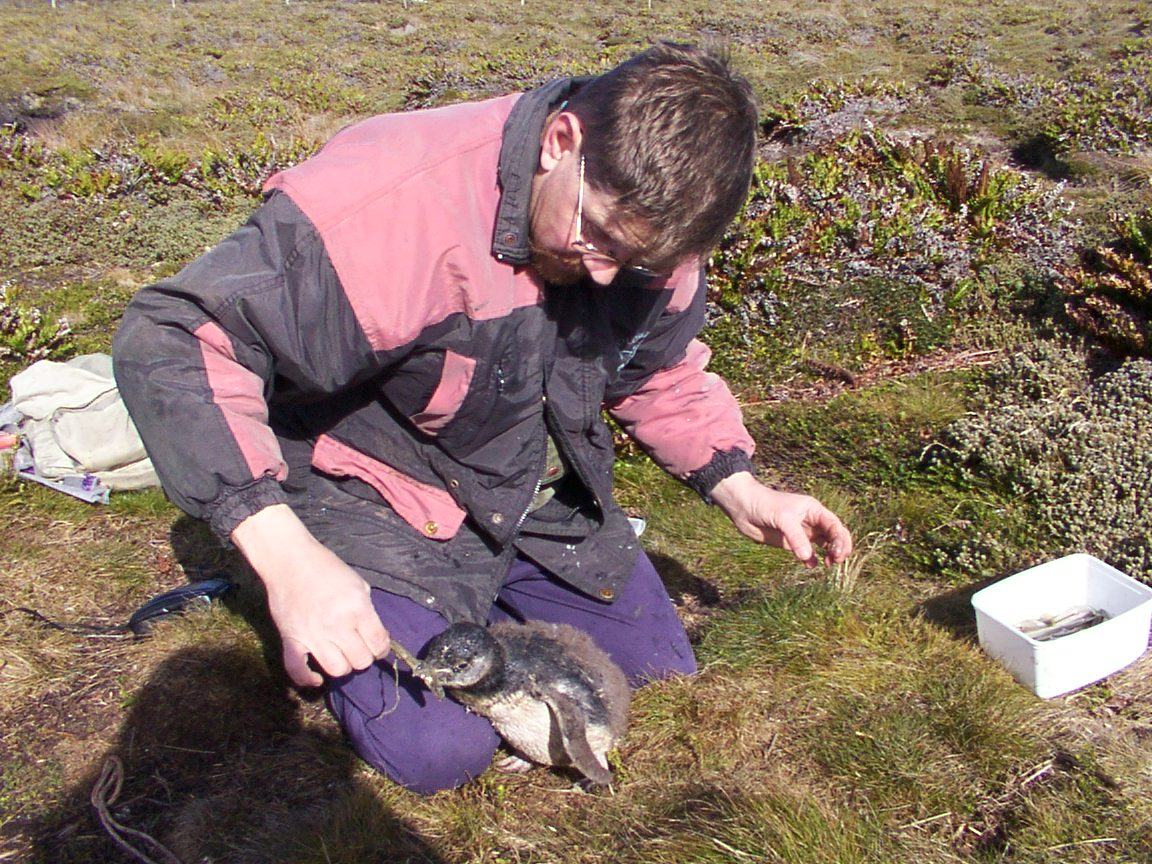
Bingham alimentando una cría.

En 1998 Bingham creyó que un intruso había ingresado en su casa durante su ausencia. Como no parecía haber signos de robo, no realizó la denuncia. Dos semanas después, encontró bajo su cama una pistola y dos cajas de balas que alguien "plantó en el lugar". Bingham narró los hechos a la prensa británica:

I disposed of them straight away and made an appointment to see the Governor. I explained I was getting concerned things might get serious, but didn´t say anything about the pistol. I told the local paper that my house was going to be searched, then a couple of weeks later that´s exactly what happened. Customs officers came to my room and said they had grounds to search my premises because they had found a pornographic video sent to me during a routine check in the post office.
Me deshice del arma de inmediato e hice una cita para ver al Gobernador. Le expliqué que estaba preocupado porque las cosas se estaban poniendo serias, pero no dije nada de la pistola. Le dije a la prensa local que mi casa sería allanada, un par de semanas más tarde, eso es exactamente lo que pasó. Funcionarios de aduanas llegaron a mi casa y dijo que tenían motivos para el allanamiento porque habían encontrado, durante una revisión de rutina en la oficina de correos, un vídeo pornográfico que me habían enviado a mí.
Mike Bingham

Bingham sostiene que quienes le plantaron el arma, fueron los mismos que enviaron el video pornográfico, alertaron a las autoridades, y de esa forma, tuvieron una excusa para realizar el allanamiento. Si encontraban el arma, podrían expulsarlo de las islas.

### El formulario falso
En enero la policía colonial arrestó a Bingham acusándolo de fraude. Las autoridades sostenían que Bingham falsificó datos cuando llenó un formulario para ingresar a las fuerzas de seguridad. Bingham demostró que el supuesto formulario falso no era suyo. Tiempo después la policía colonial se disculpó y reconoció que se trató de un error administrativo.

### El "error" de las huellas digitales
Un nuevo episodio de la campaña de persecución se desarrolló meses después; la policía amenazó con arrestarlo en su lugar de trabajo humilladolo en público. Lo acusaron de ser un ladrón de automóviles en el Reino Unido, antes de mudarse a Malvinas. La policía tomó sus huellas digitales y las envió a Interpol. El organismo internacional negó que las huellas de Bingham correspondan con la del delincuente buscado. También se supo que Interpol ya le había informado a las autoridades locales que Bingham no tenía relación con el delincuente prófugo.

## Propuestas de conservación
Mike Bingham propuso establecer una zona de exclusión pesquera, de 30 millas náuticas (55,6 km), alrededor de las colonias de pingüinos. Pero el gobierno colonial se niega a restringir la pesca.